# 서울강동소방서
서울강동소방서(서울江東消防署, Seoul Gangdong Fire Station)는 서울특별시 강동구를 관할하는 서울특별시 소방재난본부 산하의 소방서이다.
소방서장은 소방정으로 보한다.

## 조직
| - 소방행정과 - 소방행정팀 - 장비회계팀 - 홍보교육팀 | - 재난관리과 - 대응총괄팀 - 구조팀 - 구급팀 | - 현장대응단 - 지휘1팀 - 지휘2팀 - 지휘3팀 | - 예방과 - 예방팀 - 검사지도팀 - 위험물안전팀 |

## 관할센터 및 관할구역
서울강동소방서는 5개의 119안전센터와 1개의 현장대응단을 산하에 두고 있다.
| 명칭                      | 사진 | 주소              | 관할구역                                      | 지역대 |
| ------------------------- | ---- | ----------------- | --------------------------------------------- | ------ |
| 서울강동소방서 현장대응단 |      | 성내로 39         | 성내1·2·3동, 둔촌1·2동 단, 구조는 강동구 일원 |        |
| 천호119안전센터           |      | 진황도로 37       | 천호1·2·3동                                   |        |
| 암사119안전센터           |      | 올림픽로 815      | 암사1·2·3동                                   |        |
| 고덕119안전센터           |      | 양재대로156길 133 | 고덕1·2동, 명일1·2동                          |        |
| 길동119안전센터           |      | 천중로 215        | 길동, 상일동 일부                             |        |
| 강일119안전센터           |      | 고덕로98길 22     | 강일동, 상일동, 고덕동 일부                   |        |

## 같이 보기
- 대한민국 소방청
- 대한민국의 소방
- 대한민국 소방공무원